# Poltys turritus
Poltys turritus är en spindelart som beskrevs av Tamerlan Thorell 1898. Poltys turritus ingår i släktet Poltys och familjen hjulspindlar.
Artens utbredningsområde är Myanmar. Inga underarter finns listade i Catalogue of Life.